# Parabola (literatura)
Parabola je v najožjem pomenu besede kratka pripovedna zgodba v prozi ali verzih, ki ob fiktivnem, a običajno realnem primeru iz vsakdanjega življenja podaja nek moralni nauk. Nauk največkrat ni izražen z besedami, je prikrit, vendar je običajno zelo očiten in se ga z lahkoto da razbrati. Tako se razlikuje od prispodobe, kjer je nauk običajno izražen z besedami. Od basni pa se razlikuje po tem, da v njej nastopajo osebe in ne poosebljene živali, rastline, narave sile in neživi predmeti kot v basni. Funkcija parabola je vplivanjska, njen namen pa predvsem poučen.
Izraz parabola izhaja iz grške besede parabolē (παραβολη), kar pomeni primerjava, ilustracija, analogija. Mark Turner izraz parabola uporablja ožje od Grkov, a še vedno širše od današnje običajne rabe tega izraza, opisanega v prejšnjem odstavku. Slovenska sopomenka za pomensko najožjo parabolo je prilika.
Intuitivno se marsikomu zdi, da prilika ne sodi med prave literarne zvrsti in oblike, zato jo Janko Kos v svojem delu Literatura uvršča na prehod od polliterarnih v prave literarne zvrsti in oblike.

## Zgradba in funkcioniranje prilike
Prilika je ena izmed najpreprostejših oblik pripovedi. Običajno najprej prikaže okvir dogajanja, kjer so predstavljene osebe in okoliščine, sledi en preprost dogodek brez nebistvenih podrobnosti ali okoliščin, ki vsebuje moralno dilemo, nazadnje pa so predstavljene posledice dogajanja.

### Valentin Vodnik: Pergodbe
Zgradba prilike je razvidna iz prilike Valentina Vodnika, ki je bila pod naslovom Pergodbe kot druga po vrsti objavljena v Veliki pratiki.
En star mož, kateri je bil vže na pol slep inu gluh inu se je tresel, je stanuval per svojimu sinu. Per jedi je večkrat mizo polil , tu se je timu mladimu inu njega ženi gnusilu. Zatu so tiga stariga k peči v kot posadili inu enu malu v eni persteni skledi jesti dajali, da se še do sitiga najesti ni mogel. Žalostnu je pruti mizi gledal inu mile solze so mu doli tekle. Enkrat mu pade skleda iz rok ter se vbije. Ta mlada ga roti inu kolne. On pak je molčal inu zdihuval. ─ Mu kupjo enu lesenu torilu, iz tiga je mogel zanaprej jesti.

Drugi dan je tiga mladiga otrok, štir lejta star, ene dilce med kosilam na sred hiše vkup znašal; oče ga praša: »Kaj boš iz dilc naredil?« Otrok odgovori: »Jest bom enu koritu naredil, de boste vi inu mati iz njega jedli, kadar bom jest velik.« ─ Ta dva mlada začneta mislit, de bi se otrok lahku od njih navučil inu njima v starosti taku povračal, kakor s tim starim očetam zdaj delata. Vzameta tiga stariga zupet k mizi, de je zanaprej z njima jedel. ─  Spoštuj stariše, da tebi dobru pojde.
Star človek je stanoval pri svojem sinu. Ker je bil že delno slep in gluh ter so se mu tresle roke, je pri jedi svojo hrano in pijačo večkrat polil, to pa se je sinu in njegovi ženi gnusilo. Ti podatki predstavljajo okvir dogajanja. 
Sledi preprost dogodek, ki je moralno sporen. Oče ni smel več jesti za mizo z ostalimi, ampak so ga premestili v kot k peči, kjer je moral jesti iz lesenega krožnika. Zaradi tega je bil izredno nesrečen. Njegov vnuk je vse to opazoval in se iz izkušnje naučil, da bo tudi on enako ravnal s svojimi starši, ko bodo stari, zato jima je že izdeloval leseno korito. 
Ker sta starša sprevidela, da otrok posnema njuno ravnanje in bo z njima v starosti ravnal enako, kakor onadva sedaj ravnata z očetom, sta za svoje dobro odločila, da stari oče spet lahko jé z njimi za mizo. Nauk zgodbe se torej glasi: Kakor ti ravnaš s svojimi starši, tako bodo tvoji otroci ravnali s teboj.
Cilj prilike je razsvetliti bralca, tako da mu predstavi primer, ki se ga direktno ne dotika, in na podlagi katerega se lahko objektivno kritično opredeli. Nauk zgodbe človeku daje zgled, kako naj se v podobnih okoliščinah, kot jih predstavlja zgodba, vede. Ta nauk človek iz zgodbe ponotranji oz. projicira na svoje življenje. Izoblikuje mnenje, kako bi on reagiral v takšnih situacijah. Gre za analogijo med posebnim, konkretnim primerom človekovega vedenja, ki ga podaja zgodba, in med človeškim vedenjem na splošno oz. človeškim vedenjem, kakršno naj se na podlagi te zgodbe oblikuje in izraža v podobnih situacijah. Torej gre za posploševanje iz konkretnega na splošno.

### Širši pomen parabole[2]
Človeški um je v osnovi paraboličen. Najmanjši gradniki smisla niso stavki, ampak prilike. Prilika s svojim naukom človeku daje zgled, kako naj se v podobnih okoliščinah, kot jih predstavlja zgodba, vede. Predstavlja mu izkušnjo. Ta nauk, to izkušnjo človek iz zgodbe ponotranji oz. projicira na svoje življenje. Izoblikuje mnenje, kako bi on reagiral v takšnih situacijah. Mišljenje torej poteka tako, da določeno zgodbo, določeno izkušnjo vsakič, ko je situacija podobna, projeciramo na to podobno situacijo in se v skladu s preteklo izkušnjo v novi, a podobni situaciji tudi vedemo.
Mark Turner je torej mnenja, da literarno mišljenje omogoča vsakodnevno mišljenje in zavrača pojmovanje literarnega mišljenja kot dejavnosti specifičnih ljudi, npr. literatov. Zavrača mnenja ljudi, da so zgodbe in prilike npr. iz Ezopovih basni ali Tisoč in ene noči le eksotične zgodbe iz nenavadnih dežel, ki vsebujejo spektakularne podobe, ki nam dajejo vpogled v druge kulture in nam služijo zgolj za zabavo.

## Drugačne definicije različnih avtorjev
Strokovnjaki, ki se ukvarjajo z evangeliji in Novo zavezo, uporabljajo izraz prilika le za Jezusove prilike.  To je posebnost in ni splošna omejitev rabe pojma prilika.
D. B. Gowler v svojem delu What are they saying about the parables, v katerem obravnava večinoma Jezusove prilike, navaja različne avtorje in njihove definicije teh prilik:
- A. Jülicher definira priliko kot razširjeno primerjavo, medtem ko alegorijo definira kot razširjeno metaforo.
- Raziskovalci kot sta npr. A. Wilder in R. Funk pa zavračajo Jülicherjevo definicijo.  Sami so mnenja, da gre pri priliki za razširjeno metaforo, saj je metaforičen proces tisti, ki vpliva na bralca/poslušalca, da spremeni svoje mišljenje in ravnanje.
- W. Brosend pravi, da prilika ne more biti razširjena metafora, saj takšno poimenovanje pomeni zamenjavo kategorij, saj je metafora trop, prilika pa pripovedna oblika.
- M. Boucher alegorijo definira kot razširjeno metaforo, ki ni samostojen literarni žanr ali oblika. Zato se ji zdi nepravilno govoriti o alegoriji in priliki kot o dveh različnih oz. vzajemno izključujočih žanrih oz. oblikah. Prilika je literarni žanr oz. literarna oblika, medtem ko je alegorija le element, ki se ga uporabi pri ustvarjanju prilike. Vsaka prilika je alegorična, saj ima vsaka dva pomena, dobesednega in prenesenega, tj. metaforičnega. Dobesedni pomen sporoča zgodba sama, prenesenega pa njen nauk.
- J. Sider priliko definira glede na njeno funkcijo, kot pripovedovalno analogijo, ki služi sporočanju nekega nauka. Skoraj vse Jezusove prilike izražajo svoj pomen s pomočjo analogije, ki jo matematično prikazuje kot  A:B=a:b. Npr. Prilika o izgubljenem sinu prikazuje odnos izgubljenega sina in očeta, ki je analogičen odnosu grešnikov do boga (izgubljeni sin:oče=grešniki:bog). Analogija temelji na določeni podobnosti, skupni točki med enim in drugim odnosom, torej med dobesednim pomenom zgodbe in prenesenim pomenom, naukom te zgodbe. Ker je teh analogij veliko, gre za preseganje primerjanja dobesednega in prenesenega s posameznimi analogijami, gre za univerzalnejšo primerjavo. Tako vsaka prilika postane alegorija, saj je vsaka alegorija obdelava analogij. Vendar pa alegorije ne šteje med samostojne literarne žanre.

C. L. Blomberg v svojem delu Interpreting the parables (1990) govori o najnovejših raziskavah, ki zaključujejo, da prilike niso ne preproste zgodbe iz vsakdanjega življenja, ki ilustrirajo nek nauk, in ne alegorije, pri katerih se vsaka podrobnost zgodbe nanaša na nekaj drugega iz spiritualnega sveta, temveč so to metafore, ki ne morejo biti parafrazirane v običajen, nemetaforičen jezik niti zreducirane na nek nauk.

## Izvor in pojavljanje prilik
Kljub nekaterim ugibanjem, da prilika izhaja iz Orienta, o izvoru prilike pravzaprav ne moremo govoriti, saj so si jih ljudje pripovedovali na vseh koncih sveta. 
Iz rimske zgodovine je najbolj znana prilika rimskega patricija Menenija Agripe O želodcu in udih človeškega telesa. Namenjena je bila upornim plebejcem, ki so se izselili. To je izrazita socialna prilika s temeljno idejo: Vsi za enega, eden za vse. 
Prilika z dobesednim prevodom »Želodec in telo« se nahaja v Ezopovih basnih kot 66. po vrsti. V celoti je predstavljena verzija, kakršno naj bi po besedah rimskega zgodovinarja Livija Agripa povedal svojim upornim vojakom. 
V preteklosti deli človeškega telesa še niso funkcionirali skladno, kot funkcionirajo danes. Deli telesa so lahko govorili in vsak del je imel svoje mnenje. Različni deli so bili užaljeni, saj je vse, kar je bilo pridobljeno z njihovim trdim delom in naporom, nazadnje končalo v želodcu. Želodec pa je le sedel med njimi, ne da bi opravil kakršno koli delo, in čakal, da bo lahko spel užival v dobrotah. Zato so se deli telesa uprli: roke niso več hotele prinašati hrane k ustom, usta niso želela vase sprejeti nobene hrane in tudi zobje niso hoteli žvečiti ničesar. Tako so z lakoto želele želodec pripraviti do tega, da bi tudi on pomagal pri delu. Ob tem pa so različni deli telesa in tudi telo kot celota začeli pešati. Tako so spoznali, da je delo, ki ga opravlja želodec, kljub temu da na prvi pogled zgleda lahko, enako pomembno kot njihovo. Hrano resda sprejme, ampak jo predela, tako da se lahko v obliki energije preko krvi vrne v vse dele telesa in jim omogoča delovanje.
Okvir dogajanja predstavljajo podatki o delih telesa in njihovem funkcioniranju. Sledi preprost dogodek, ki je moralno sporen, in sicer upor delov telesa. Spoznanje, da je delo želodca enako pomembno kot njihovo, pa predstavlja nauk prilike, ki se z drugimi besedami glasi: Vsi za enega, eden za vse. Plebejci so v delih telesa videli sebe, v želodcu pa višji družbeni razred, razred patricijev. Ker so sprevideli, da eni ne morejo brez drugih, da je pomembno delo vseh, so se vrnili v mesto. Po besedah Livija pa so patriciji v določenih zahtevah tudi popustili plebejcem. 
V krščanstvu so najbolj znane Jezusove prilike, ki so zajete v Novi zavezi Svetega pisma. Mednje sodijo naslednje prilike: O dobrem pastirju, O izgubljenem sinu, O pametnih in nespametnih devicah, O farizeju in cestninarju, O sejalcu in semenu idr.
Prilike so poznane tudi v Judovstvu, Islamu, Budizmu. »Boginja bogastva in boginja revščine« je budistična prilika, ki se pod številko 57 nahaja v delu Tako sem slišal: budistične prilike in zgodbe.
Nekoč je nekega moža obiskala lepa in bogato oblečena ženska. Mož jo je vprašal po imenu in povedala mu je, da je boginja bogastva. Nad obiskom boginje je bil navdušen, zato jo je z odprtimi rokami sprejel v svoj dom. Kmalu zatem ga je obiskala še ena ženska, ki pa je bila grdega videza in skromno oblečena. Bila je boginja revščine. Njeno prošnjo, če jo sprejme v svoj dom, je mož zaradi strahu zavrnil. Povedala mu je, da je njeno sestro že sprejel, onidve pa se nikoli ne ločita. Če bo odgnal njo, bo odšla tudi njena sestra. Možak pa je ni poslušal in ji je zaprl vrata pred nosom. Takrat pa je iz njegove hiše izginila tudi boginja bogastva.
Ta parabola ne prikaže okvira dogajanja, ampak takoj predstavi preprost dogodek, to je obisk dveh boginj. Moralno dilemo predstavlja odločitev, ali v svoj dom sprejeti tudi boginjo revščine ali jo odgnati od sebe. Sledi nauk zgodbe. Možak v priliki se je odločil,da boginje revščine ne sprejme v svoj dom. Zaradi napačne odločitve je takoj začutil posledice, zapustila ga je tudi boginja bogastva. Nauk te budistične prilike torej govori o tem, da stvari v življenju obstajajo v paru, sreča z nesrečo, rojstvo s smrtjo, bogastvo z revščino. V življenju se nikoli ne pojavlja le en ali le drug del, pač pa oba. Ljudje moramo sprejemati oba, saj le s sprejemanjem enega dela lahko sprejmemo in razumemo tudi drugega.
Prilike so pozneje spremljevalke vseh književnosti in časov. V predromantiki sta prilike pisala npr. J. W. Goethe in F. Schiller. Znane so predvsem njune parabolične balade iz let, ko sta prijateljevala v Weimarju (»Weimarska klasika«), npr. Goethejeva »Der Schatzgräber« (slovenski prevod: »V risu«) iz leta 1797 ali Schillerjeva »Der Handschuh« (slovenski prevod: »Rokavica«) iz istega leta. 
France Prešeren je v dvajsetih in tridesetih letih 19. stoletja pisal podobne balade Goethejevim in Schillerjevim paraboličnim baladam. Mednje sodijo na primer Ženska zvestoba, Prekop, Zdravilo ljubezni, Ribič idr. V svoji pozni dobi pa je presegel razsvetljensko izhodišče tradicionalne parabole in parabolo postavil na romantično podlago. To je storil s parabolo Kaj se sme in mora peti, ki je bila objavljena leta 1845 v Bleiweisovih Kmetijskih in rokodelskih novicah, čez nekaj let pa jo je rahlo predelano in s spremenjenim naslovom (Orglar) vključil v Poezije. 
Pri Orglarju gre po besedah J. Kosa za poseben tip parabole, ki je uporabljena v kritične namene. To mnenje je delil tudi Anton Slodnjak, ki pravi, da je ta prilika obračun z zaslepljeno in ozkosrčno duhovščino. Parabola v okviru dogajanja opisuje orglarja, ki se odpravi v puščavo in se tam posveti le Bogu. Cele dneve igra in prepeva nabožne pesmi. Sledi preprost dogodek, ki vsebuje moralno dilemo, ali naj vsak poje, kar želi, ali vsi enoglasno Bogu v čast. Orglarja torej zmoti posvetno petje ptičev. Želi, da bi vsi peli bogu slavo. Nekateri ptiči se uklonijo, slavec, ki je prispodoba pesnika, pa vztraja pri svojem, pri petju ljubezenskih pesmi, zato ga orglarček zatoži Bogu. Sledi nauk, ki ga Prešeren položi v božja usta, saj bog namesto da bi oštel slavca, ošteje orglarja, naj vsak poje tisto, kar prinese na svet, za kar je umetniško nadarjen. Pove mu, da že Biblija kot osnova krščanske religije, vsebuje različne pesmi, od domoljubnih, ljubezenskih pesmi pa do žalostink. 
Po besedah J. Kosa je mogoče pri Orglarju sklepati na evropske zglede, natančneje na nemško poezijo sredi 18. stoletja z Gellertom, Gleimom in drugimi. Pri teh avtorjih je najti parabole ali basni, v katerih nastopa slavček kot prispodoba pesnika in hkrati kot nosilec misli o izvirni umetniški nadarjenosti, ki se mora ravnati po lastnih zakonih in ne po vsiljenih predpisih. Že pri Gleimu se v basni o slavčku pojavi sklepna misel, naj poje »slavček« edino v skladu s svojo prirojeno nadarjenostjo. V Prešernovi priliki pa je enak nauk še zaostren v misel, da je »slavček« pevec ljubezni, kar pomeni, da je v ospredje postavljena estetska absolutnost poezije, ne le kak njen socialno-moralični smoter. Prav s tem pa je Prešeren presegel razsvetljensko izhodišče tradicionalne parabole in jo postavil na romantično podlago.
Po besedah Antona Slodnjaka velja Anton Aškerc za največjega slovenskega epskega pesnika. V njegovih prilikah (Čaša nesmrtnosti, Dvorski norec, Kristus in Peter) in drugih lirsko-epskih pesmih (baladah, romancah, satirah) se odkriva njegova življenjska filozofija. Vsaka pesem mu je pomenila nov korak k resnici. V življenju ga je bolela nepravičnost, ki je izhajala iz vladajočega družbenega in političnega sistema. Ob teh vprašanjih se v svojih pesmih loteva še vprašanj fizične in duhovne eksistence človeka ob koncu 19. stoletja. Veruje v moč človekove svobodne misli, ki jo vidi utelešeno v Bogu. 
Že v priliki Solus (1885) in nekaterih drugih pesmih je izrazil svoj verski dvom,  leta 1889 pa je doživel svoj duševni preobrat. Tega leta je namreč Anton Mahnič v svojem dogmatskem listu Rimski katolik grajal Aškerčeve pesmi (ki jih je objavljal v Zvonu in Ljubljanskem zvonu), da se ne skladajo s katoliškim naukom, večinoma po krivem, saj je zamenjaval snovne motive z idejami pesmi. Aškerca je »prosil« naj se usmili slovenskega naroda in duhovščine in naj ne izda svojih pesmi v kakšni zbirki. Aškerc mu je na graje in »prošnje« odgovoril s »Prvo mučenico« oz. svojo prvo pesniško zbirko Balade in romance (1890), kar je zopet sprožilo Mahničevo grajanje. V ponovni odgovor je svojim satiričnim prilikam (Firduzi in derviš) iz prve pesniške zbirke dodal nove (Pegaz in osel (LZ, 1891), Herkulov kip (LZ, 1893)). V vedno ostrejši satiri je izražal svoje nazore o socialnih in družabnih napakah, vedno  izraziteje se je bojeval zoper vsake vrste zatiralce in se zmeraj očitneje postavljal zoper katoliški svetovni nazor. Za vse to pa se mu je najprimernejša oblika zdela prilika. 
Nekatere svoje prilike pa je Aškerc odeval  tudi v orijentalsko obleko, npr. Bazarsko parabolo ali pa venec prilik Pavliha na Jutrovem (LZ, 1897–99), saj zaradi okrnjene politične  svobode (cenzure) v tistih časih ni želel povsem direktno kazati na obstoječe družbene probleme. Skozi usta Pavlihe, ki predstavlja pesnika samega, Aškerc pikro zasmehuje domače in splošno kulturnopolitično življenje. 
Simonu Gregorčiču se je ideja za pesem V pepelnični noči porodila v začetku februarja leta 1881 ob pogledu na Braniško (s starim imenom Rihenberško) pokopališče, ko se je vračal s šole domov. Pesem je napisal izredno hitro, še isti dan. K naslovu je najprej želel dodati še, da gre v pesmi za sanje, a se je na koncu premislil, saj je bil mnenja, da je to dovolj razvidno iz pesmi same. 
Pesem je po besedah Blaža Tomaževiča slovesna vizionarska prilika. Osnova je obredni motiv pepeljenja na pepelnično sredo. Ta motiv pesnik v pesmi razčleni na tri dele. Prvih sedem kitic, ki jih lahko razumemo tudi kot okvir dogajanja prilike, govori o zbiranju »bleščečega zemeljskega razkošja« v cerkvi po pustnem praznovanju. S temi besedami pesnik označuje zatiralce naroda, vladarje, mogočneže, bogataše, fine gospe, ki so, pogosto na račun izkoriščanja drugih, srečni v svojem svetu in se ne ozirajo na nikogar. V drugem delu, ki obsega naslednjih trinajst kitic in ga lahko razumemo kot dogodek, pesnik izpelje obred pepeljenja za ta »srečni svet« in ga, po ukazu duha, zaznamuje za smrt. V zadnjem delu, ki obsega še zadnjih pet kitic, pa pesnik poda nauk prilike. Na vrsto pride trpeči narod, narod siromakov, ki je do sedaj potrpežljivo čakal in prenašal vse tegobe. Njega pesnik ne pepeli za smrt, ampak ga blagoslovi za vstajenje. S to vizijo pesnik izrazi močno domoljubno in socialno idejo, da je prišel čas za vstajenje naroda, ki ga je nasilni in krivični družbeni red obsodil na smrt, on pa je kljub vsem nadlogam ohranil svoje dobre lastnosti. Prišel je čas, da narod z delom zavzame mesto dosedanjih oblastnikov. Nauk prilike torej pravi, naj narod ne kloni pred zatiralci, ampak naj ostane pošten, deloven in potrpežljiv, saj prihaja njegov čas, ko bodo te njegove lastnosti cenjene in bo sam svoj gospodar.

## Interpretacija prilik[5]
C. L. Blomberg se v delu Interpreting the parables sprašuje, kako večina učenjakov pristopa k prilikam. 
Večina kristjanov, krščanski preučevalci in razni hermenevtični učbeniki prilike interpretirajo kot alegorije, torej da večina objektov in subjektov v priliki predstavlja nekaj drugega kot sebe, nekaj spiritualnega, zato se prilika lahko bere na dveh nivojih, dobesedno in preneseno, metaforično.
Npr. prilika O izgubljenem sinu tako ne govori le brezpogojnem očetovskem odpuščanju do svojega svojeglavega sina, ampak o brezpogojnem božjem odpuščanju do od boga stran begajočih grešnikov. Takih prenesenih pomenov je v prilikah običajno kar veliko. Npr. prstan, ki ga je oče dal izgubljenemu sinu lahko predstavlja krst, ogrinjalo, ki si ga je nadel izgubljeni sin, ko se je vrnil, nesmrtnost itd. Tako so ena za drugo razložene skoraj vse podrobnosti. 
Na ta način sta Barton in Hudson v svojem delu A contemporary guide to literary terms interpretirala tudi priliko Franza Kafke Der Kübelreiter (v slovenskem prevodu Jezdec na vedru, v angleškem prevodu The bucket rider) iz leta 1921, ki je nastala na podlagi resničnega dogajanja, in sicer primanjkovanja premoga pozimi leta 1916. Tako interpretirata, da je tudi ta prilika sestavljena iz dveh delov. Prvi del govori o vsakdanjem iskanju materiala za kurjavo. Protagonist gre k trgovcu premoga po premog. Žena trgovca pa je gluha in ne sliši njegovih prošenj. To lahko interpretiramo na dva načina, dobesedno, da je res gluha, ali alegorično, da ne sočustvuje z njegovim pomanjkanjem in mu noče priskočiti na pomoč v njegovi stiski. Alegorični vidik je Kafka izpostavil tudi v zaključku. Zima v začetku zgodbe je povezana s trdosrčnostjo trgovčeve žene, ki v zgodbi predstavlja pohlep, zlobo in brezbrižnost ljudi današnjega sveta. 
Obstajata le dve Jezusovi priliki, v katerih je Jezus sam podal njuno interpretacijo, torej je interpretacija sestavni del prilike. Ena od njiju je Prilika o sejalcu in semenu, ki je sestavljena iz dveh delov. Prvi del sestavlja zgodba iz vsakdanjega življenja, kako je človek sejal dobro seme na svojem polju, ki jo lahko razumemo dobesedno. To običajno življenje prvega dela je nato Jezus v drugem delu primerjal z božjim kraljestvom. Za skoraj vsako podrobnost prilike je razložil, kaj naj bi pomenila v prenesenem pomenu. Polje je svet, dobra semena so božji otroci, žetev je sodni dan itd. 
Skoraj vsi razlagalci Jezusovih prilik se strinjajo, da interpretacija teh dveh prilik ni avtentična, ni Jezusova, ampak je dodana kasneje. Dodala naj bi jo zgodnja krščanska Cerkev, morda tudi pisci Svetega pisma sami. Pravi nauk prilike O sejalcu in semenu lahko povzamemo z besedami: Na koncu pride sodba za vse; dobri bodo poplačani z dobrim, slabi pa bodo kaznovani. 
Moderni učenjaki so alegorične interpretacije zavrnili. Oni v vsaki posamezni priliki vidijo le po eno glavno poanto, en glavni nauk, saj se je izkazalo, da se razlagalci prilik, ki prilike interpretirajo kot alegorije, pogosto niso strinjali med seboj, kaj predstavlja določena podrobnost iz določene prilike. V priliki O Izgubljenem sinu naj bi ogrinjalo lahko predstavljalo tudi boj za čistost, duhovna darila, svetost duše... Ogrinjalo je očitno predstavljalo vnovično sprejetje izgubljenega sina v družino, kaj natančno naj bi predstavljalo, pa se učenjaki niso mogli zediniti. Iz tega primera so mnogi učenjaki zaključili, da namen ogrinjala (in drugih podrobnosti) ni bila njegova alegorizacija. Nauk, ki ga prilika O izgubljenem sinu po mnenju modernih učenjakov podaja, je brezmejno božje odpuščanje. 
Biblija sicer vsebuje nekaj alegoričnih prilik, vendar so te prilike prej izjema kot pravilo. Prilika »O zlobnih podnajemnikih« na primer govori o podnajemnikih, ki ubijejo stanodajalčeve služabnike in njegovega sina, da bi tako pridobili popolno oblast nad vinogradom, se tako natančno ujema z zgodovino izraelskih voditeljev in njihovega sovraštva do božjih prerokov ter nazadnje tudi do Jezusa, da večina razlagalcev priznava, da je to alegorična prilika. Zaradi tega pa je kar nekaj učenjakov mnenja, da Jezus te prilike ni nikoli pripovedoval oz. vsaj ne v danes znani obliki, saj Jezus po njihovem mnenju ni imel nobene potrebe, da bi uporabljal alegorijo. Še vedno torej obstaja predpostavka, da sta prilika in alegorija dve izrazito različni obliki, kjer alegorija velja za bolj estetsko. Kljub temu pa nekateri učenjaki niso tako prepričani, da sta si tako zelo različni, in menijo, da je možno, da bi se Jezus kdaj posluževal alegorije. Kljub temu alegorična prilika ostaja izjema in ne pravilo.